# Караманкьой
Караманкьой (на румънски: Sălcioara) е село в Румъния, част от община Журиловка в окръг Тулча, Северна Добруджа.

## История
Караманкьой е старо българско село в Северна Добруджа. Българската църква Св. Георги е отворена в 1850 г., а 1862 година – и българско училище. Запазени са сведения за дейността на училищната организация в Добруджа с протокол от 30 юли 1878, където се посочват имената на местни български първенци, натоварени с уреждането на българските училища в Бабадагското окръжие. Според клаузите на Берлинския договор от 1879 година селото попада в Румъния.
При избухването на Балканската война в 1912 година един човек от Караманкьой е доброволец в Македоно-одринското опълчение.
Българското население на Караманкьой се изселва в България по силата на подписаната през септември 1940 година Крайовска спогодба.

## Личности
Родени в Караманкьой
- Вълчо Петров, македоно-одрински опълченец, 2 рота на 11 Сярска дружина[4]
- Димитър Милков Димитров (1915 – 1945), български военен деец, подофицер, загинал през Втората световна война[5]